# Lira Maia
Joaquim de Lira Maia (Santarém, 1 de setembro de 1952) é engenheiro agrônomo e politíco paraense filiado ao partido Democratas (DEM) tendo sido prefeito de sua cidade natal no período de 1997 a 2005 foi candidato a vice-governador do Pará em 2014 mas não foi eleito.
Foi Deputado Federal pelo DEM entre 2007 e 2015.
Lira Maia iniciou sua carreira politíca em 1996 concorrendo pelo PFL a prefeitura de Santarém sendo eleito com 26,65% dos votos válidos derrotando a sua principal adversária Maria do Carmo Martins Lima do Partido dos Trabalhadores (PT) que foi a segunda colocada na disputa com 23,54% dos votos.
Em 2000 foi reeleito prefeito de Santarém pelo PFL com 50,78% dos votos derrotando de forma esmagadora sua principal adversária que era novamente Maria do Carmo que recebeu 30,35% dos votos sendo a segunda colocada.
Em 2004 apoiu Alexandre Von, candidato do PL a sua sucessão, porém Von foi derrotado por Maria do Carmo eleita prefeita de Santarém pelo PT com 45,15% dos Votos.
Em 2006 é eleito Deputado Federal pelo PFL com mais de 100.000 votos..
Em 2008 concorre a um terceiro mandato como Prefeito de Santarém porém foi derrotado por Maria do Carmo Martins Lima, prefeita reeleita de Santarém pelo PT na eleição. Lira Maia recebeu 42,16% dos votos contra 52,81% de Maria do Carmo. Como Maria do Carmo não pude assumir o cargo por causa do impedimento do Tribunal Superior Eleitoral a eleição foi repetida em março de 2009, mas foi cancelado devido a uma liminar concedida a Maria do Carmo, ela retornou ao cargo em julho daquele mesmo ano.
Lira Maia, que é à favor da criação das novas unidades federativas de Tapajós e Carajás, responde atualmente a diversos processos e inquéritos na Justiça brasileira e virou réu pela terceira vez no Supremo Tribunal Federal em agosto de 2009, entre outros pelo envolvimento em possíveis irregularidades em 24 processos licitatórios promovidos para aquisição de merenda escolar da rede pública do município de Santarém, no ano de 2000.
Foi deferido como candidato ao cargo de deputado federal nas Eleições gerais no Brasil em 2010.
Vice-candidato de Helder Barbalho nas eleições ao governo do estado do Pará em 2014, Joaquim Lira Maia, era recordista nacional em processos criminais, respondendo a 14 ações no STF e outras 24 junto ao Ministério Público Federal, relacionadas a desvios e mau uso de recursos públicos, além de repetidas fraudes em processos licitatórios.

## Condenado a prisão
Um ano após o fim das eleições, em fevereiro de 2016 ele foi condenado a 7 anos e meio de prisão por desvio de recursos públicos .